# Калуве, Роберт де
Роберт де Калуве (нидерл. Robert de Caluwe; 6 мая 1913, Сас-ван-Гент, Зеландия — 21 апреля 2005, Эспоо, Южная Финляндия) — иконописец, искусствовед, переводчик, филолог, профессор университета в Хельсинки, экуменист, католический священник византийского обряда русской традиции, участник Русского апостолата.

## Биография
С 1931 года преподавал в школе святого Михаила в городе Сас-ван-Гент.
С 1934 года — учился в Григорианском университете в Риме, проживал в «Руссикуме».
В 1939 году состоялось его рукоположение в сан священника и направление в Финляндию, где в русской диаспоре после 1917 года действовала община в ведении Финляндского греко-католического церковного правления, ее основал православный благочинный Хельсинки, перешедший в католицизм.
Преподавал нидерландский язык в Хельсинкском университете.

В Финляндии была основана маленькая русская церковь и экуменический центр, расположенный в Териоки… поддерживающий постоянную связь с христианами России и Прибалтики, особенно Эстонии. Руководящий этим центром священник, будучи сам превосходным иконописцем, возродил в Финляндии это традиционное религиозное искусство
Богослужения совершались по-церковнославянски и по-фински.
В 1940 году, в связи с военными действиями, община была эвакуирована в глубь страны, далее финские власти поручили священнику заботиться о нуждах советских военнопленных в Финляндии, среди которых было много православных.
С 1943 по 1963 год жил в Рекола.
В 1964 году создал экуменический центр в Мюллиярви. В деле миссии ему помогал двоюродный брат священник Арманд Калуве (нидерл. Armand de Caluwe) также выпускник «Руссикума».
Деятельность католиков византийского обряда в Финляндии продолжается в экуменическом центре при храме святых апостолов Петра и Павла в Эспоо.

## Творчество
Познакомившись с русской иконописью в «Руссикуме» и в храме пр. Антония Великого в Риме, получив азы от Пимена Максимовича Софронова, Калуве продолжил занятия в Финляндии, где встретился с русскими старообрядцами, беженцами из Эстонии, у них он приобрел множество книг и рукописных сборников, которые позволили воссоздать методику иконописания Псковско-Новгородской школы.
Преподавал иконопись и историю изобразительного искусства в университетах Хельсинки и Турку. Автор трудов по методике и истории иконописи и геральдике на финском, нидерландском, немецком и шведском языках.

### Ученики-иконописцы
- Хелена Вартьяйнен (Финляндия)
- Сиркку Лехтинен (Финляндия)
- С. Пола Кирси (Ирландия)
- Солрун Нес (США)
- Кьеллауг Нордьсё (Норвегия)

## Труды
- Перевод пособия по иконописи Роберта де Калуве / С. Голованов
- Ikonenmalerei, Rosenheimer Verlagshaus, 1991 ISBN 3475524384
- Motive der Ikonenmalerei. Modellsammlung und Details, ROSENHEIMER, 1987 ISBN 347552550X
- Heraldica Fennica / Olof Eriksson, Carol Hedberg, Kauko Pirinen, Tom Bergroth, Sven Tito Achen, Keijo Mikola, Ahti Hammar, Robert de Caluwé, Maunu Harmo, Espoo, Weilin + Göös, 1978.